# Stazione di Shin-Ōmiya
La stazione di Shin-Ōmiya (新大宮駅?, Shin-Ōmiya-eki) è una stazione ferroviaria situata nella città di Nara, nella prefettura omonima, in Giappone, servente la linea Kintetsu Nara delle Ferrovie Kintetsu.

## Linee
Ferrovie Kintetsu
● Linea Kintetsu Nara

## Aspetto
La stazione è costituita da 2 binari passanti in superficie con due marciapiedi laterali.
| 1 | ■ Linea Kintetsu Nara                     | per Kintetsu Nara                                       |
| 2 | ■ Linea Kintetsu Nara                     | per Yamato-Saidaiji, Ōsaka Namba, Amagasaki e Sannomiya |
| 2 | ■ Linea Kintetsu Kyōto (servizio diretto) | per Tambabashi, Kyoto e Kokusaikaikan                   |

## Stazioni adiacenti
| «                   | Servizio            | »                   |
| Linea Kintetsu Nara | Linea Kintetsu Nara | Linea Kintetsu Nara |
| ------------------- | ------------------- | ------------------- |
| Yamato-Saidaiji     | Tutti i treni       | Kintetsu Nara       |